# 松井田町松井田
松井田町松井田（まついだまちまついだ）は、群馬県安中市の地名。旧碓氷郡松井田町大字松井田にあたる地名である。郵便番号は379-0222。

## 地理
碓氷川の上流域に位置しており、北部を九十九川、増田川が流れている。

### 河川
- 碓氷川
- 九十九川
- 増田川

## 歴史

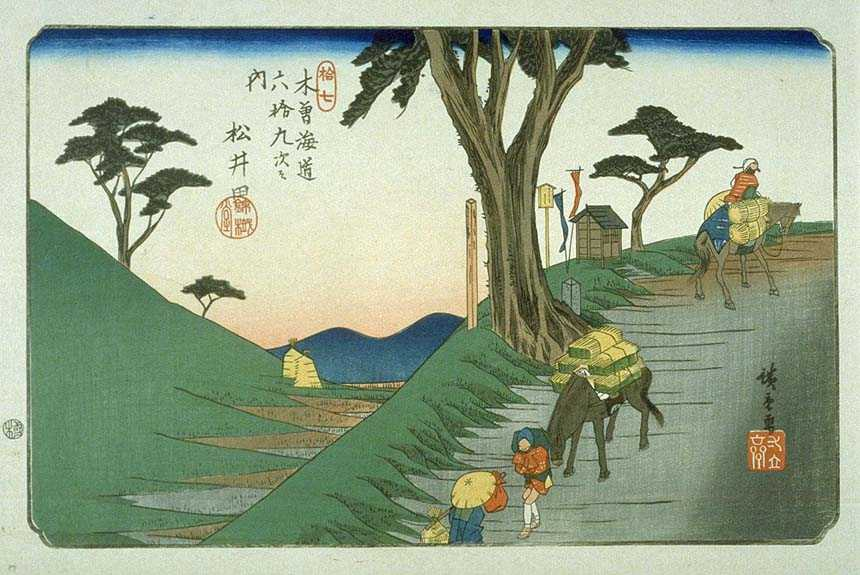
木曾街道六拾九次 松井田（歌川広重画）

鎌倉時代頃からある地名で、江戸時代は安中藩領であり、松井田宿だった。
松井田庄と呼ばれた古くからの集落に対し、慶長年間から街並みの整備がすすめられ、延宝年間までには中山道の宿場としての街並みの整備が進められていた。

### 年表
- 1889年 町村制施行により碓氷郡松井田町、臼井町、坂本町、西横野村、九十九村、細野村が成立し、碓氷郡松井田町となる
- 1954年 松井田町、臼井町、坂本町、西横野村、九十九村、細野村の6町村が合併するが変わらず碓氷郡松井田町松井田である。
- 2006年3月18日 松井田町が安中市と合併し、安中市松井田町松井田となる。

### 地名の由来
老松のある井にちなんで名づけられた松井田院（不動寺）の近くに現在も湧水による池がある。この池が開田のもととなり、「松井田」となったと伝えられている。

## 世帯数と人口
2017年（平成29年）7月31日現在の世帯数と人口は以下の通りである。
| 町丁           | 世帯数  | 人口    |
| -------------- | ------- | ------- |
| 松井田町松井田 | 552世帯 | 1,198人 |

## 教育
市立小・中学校に通う場合、学区は以下の通りとなる。また、高校の群馬県立松井田高等学校がある。
| 番地 | 小学校               | 中学校               |
| ---- | -------------------- | -------------------- |
| 全域 | 安中市立松井田小学校 | 安中市立松井田中学校 |

## 交通

### 鉄道
町の名前の松井田駅があるが、松井田駅は町内にはない。

### 道路
国道は国道18号が、県道は群馬県道33号渋川松井田線、群馬県道122号八本松松井田線、群馬県道217号松井田中宿線が通過。

## 施設
- 群馬県立松井田高等学校
- 安中市立松井田小学校
- 松井田下町郵便局
- 湯の川温泉

## 避難所
指定緊急避難場所
- 上町住民センター（公園）[7]
- 仲町公会堂
- 仲町駐車場
- 下町集会所
- 新田町公民館
- 北横町住民センター(急傾斜地内にあるため、土砂災害時の避難には注意が必要とされている。)
- 南横町公民館
- 南横町自治会駐車場

指定避難所
- 松井田小学校体育館[8]

対象地区:森崎区・上町区・仲町区・北横町区・紺屋町区
- 松井田高等学校体育館

対象地区:下町区・新田区・南横町区・琵琶ノ窪区